# Isole Hermit

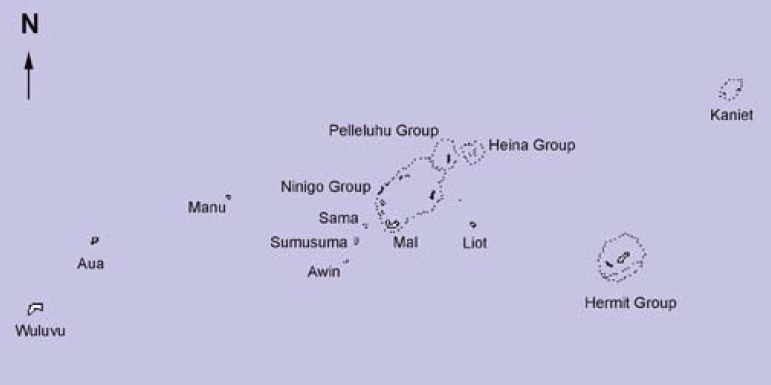
Mappa delle isole occidentali dell'arcipelago di Bismark. Le isole Hermit sono ad est.

Le isole Hermit (in italiano: Isole dell'eremita) sono un gruppo di 17 isole che fanno parte del gruppo delle Isole Occidentali dell'arcipelago di Bismarck (Papua Nuova Guinea). 
Le loro coordinate sono 1°30′S 145°04′E.
Il primo avvistamento da parte di europei, delle isole Hermit, avvenne il 9 luglio 1545, quando il navigatore spagnolo Íñigo Ortiz de Retes, a bordo della caracca San Juan, le scorse mentre cercava di tornare da Tidore alla Nuova Spagna. 
Le denominò col nome collettivo di La Caimana. 
Ortiz de Retes riferì che alcuni 'negri' si erano avvicinati alla nave scagliando frecce a mano, senza archi, che queste erano fatte di selce adatte per accendere il fuoco.